# Négyzetgyök 3

A √3 kiszerkesztése hatszögben

A √3 kockában

A négyzetgyök három az a pozitív szám, amelynek négyzete 3, jele {\displaystyle {\sqrt {3}}.}
A szám egy irracionális szám, tehát tizedes törtként felírva nem szakaszos, végtelen tört; az első néhány számjegye: 1,73205080756887729352744634150587236694280525381038062805580...

## Irracionális voltának bizonyítása
Tételezzük fel, hogy √3 racionális. Ebben az esetben felírható {\displaystyle {\frac {m}{n}}} formában, ahol n és m természetes szám és a tört irreducibilis (tovább már nem egyszerűsíthető). Mivel a feltételezésből adódik: {\displaystyle m^{2}=3n^{2}}, az előző egyenlet átírható: {\displaystyle {\frac {m}{n}}={\frac {3n-m}{m-n}}}, ami ellentmondás, hiszen ennek a törtnek a nevezője kisebb, mint az {\displaystyle {\frac {m}{n}}} törté, márpedig az irreducibilis volt. (m – n < n, mert m < 2n, hiszen m = √3n < 1,8n.)

## Értéke
Kettes számrendszerben: 1,1011101101100111101...
Tízes számrendszerben: 1,732050807568877...
Tizenhatos számrendszerben: 1,BB67AE8584CAA73B...
Közelítése lánctörttel: {\displaystyle 1+{\frac {1}{1+{\frac {1}{2+{\frac {1}{1+{\frac {1}{2+{\frac {1}{1+\ldots }}}}}}}}}}}

## Kifejezése szögfüggvényekkel
A {\displaystyle {\sqrt {3}}} több nevezetes szög szögfüggvényeinek értékében is megjelenik.
- {\displaystyle {\sqrt {3}}=(4\cos ^{2}{\tfrac {\pi }{12}})-2}
- {\displaystyle {\sqrt {3}}=\operatorname {tg} {\tfrac {\pi }{3}}}

## Alkalmazása

3 fázisú feszültségrendszer

- A háromdimenziós kocka testátlójának és élének aránya.
- Szabályos hatszög egymással szemközti oldalainak távolsága és a hatszög oldalának aránya.
- Az egyenlő oldalú háromszög magasságának és oldalának aránya {\displaystyle {\tfrac {\sqrt {3}}{2}}}.
- Háromfázisú elektromos rendszerekben a vonali és a fázisfeszültség aránya √3.

## Fordítás
Ez a szócikk részben vagy egészben  a   Square root of 3 című angol Wikipédia-szócikk ezen változatának fordításán alapul.  Az eredeti cikk szerkesztőit annak laptörténete sorolja fel. Ez a jelzés csupán a megfogalmazás eredetét és a szerzői jogokat jelzi, nem szolgál a cikkben szereplő információk forrásmegjelöléseként.
Ez a szócikk részben vagy egészben  a   Wurzel 3 című német Wikipédia-szócikk ezen változatának fordításán alapul.  Az eredeti cikk szerkesztőit annak laptörténete sorolja fel. Ez a jelzés csupán a megfogalmazás eredetét és a szerzői jogokat jelzi, nem szolgál a cikkben szereplő információk forrásmegjelöléseként.
Ez a szócikk részben vagy egészben  a   Raíz cuadrada de 3 című spanyol Wikipédia-szócikk ezen változatának fordításán alapul.  Az eredeti cikk szerkesztőit annak laptörténete sorolja fel. Ez a jelzés csupán a megfogalmazás eredetét és a szerzői jogokat jelzi, nem szolgál a cikkben szereplő információk forrásmegjelöléseként.